# Paul Ellering
Paul Ellering (Melrose (Minnesota), 22 augustus 1953) is een Amerikaans professioneel worstelmanager.
Ellering was jarenlang de manager van Road Warriors. Een dag voor de WrestleMania XXVII, op 2 april 2011, wordt Ellering samen met Road Warriors opgenomen in de WWE Hall of Fame.
Sinds 2016 is hij de manager van de Authors of Pain in WWE NXT. 

## In worstelen
- Worstelaars waarvan Ellering de manager is
  - The Road Warriors / The Legion of Doom (Road Warrior Animal and Road Warrior Hawk)
  - Authors of Pain
  - Jake Roberts
  - Arn Anderson
  - Matt Borne
  - King Kong Bundy
  - Jos LeDuc
  - The Spoiler
  - Iron Sheik
  - Abdullah the Butcher
  - Buzz Sawyer
  - Killer Karl Krupp
  - Disciples of Apocalypse (Skull and 8-Ball)

## Erelijst
- Continental Wrestling Association
  - AWA Southern Heavyweight Championship (1 keer)
  - AWA Southern Tag Team Championship (1 keer met Sheik Ali Hassan)

- International Wrestling Alliance
  - IWA Tag Team Championship (1 keer met Terry Latham)

- Professional Wrestling Hall of Fame and Museum
  - (Class of 2011) (Als lid van Road Warriors)

- Pro Wrestling Illustrated
  - PWI Manager of the Year (1984)

- World Wrestling Entertainment
  - WWE Hall of Fame (Class of 2011)

- Wrestling Observer Newsletter awards
  - Worst Feud of the Year (1997) vs. Los Boricuas